# Arlan (Fahrzeug)
Arlan (russisch Арлан) ist ein minengeschütztes gepanzertes Mehrzweck-Radfahrzeug (4×4), welches eine hohe Bodenfreiheit und eine V-förmige Unterseite hat, um die Explosionsenergie eines Sprengkörpers bestmöglich abzuleiten.

## Projektgeschichte
Der Arlan basiert auf dem südafrikanischen Marauder, dessen Design an das zentralasiatische Kontinentalklima angepasst wurde. Das Unternehmen „Kazakhstan Paramount Engineering“ (KPE) ist ein Joint Venture zwischen der staatlichen „Kazakhstan Engineering“ und der südafrikanischen Paramount Group. Für die Produktion wurde eigens eine neue Fabrik errichtet, in welcher zudem der Radschützenpanzer Barys hergestellt wird. Die ersten Fahrzeuge wurden im August 2016 ausgeliefert.

## Technik und Bewaffnung

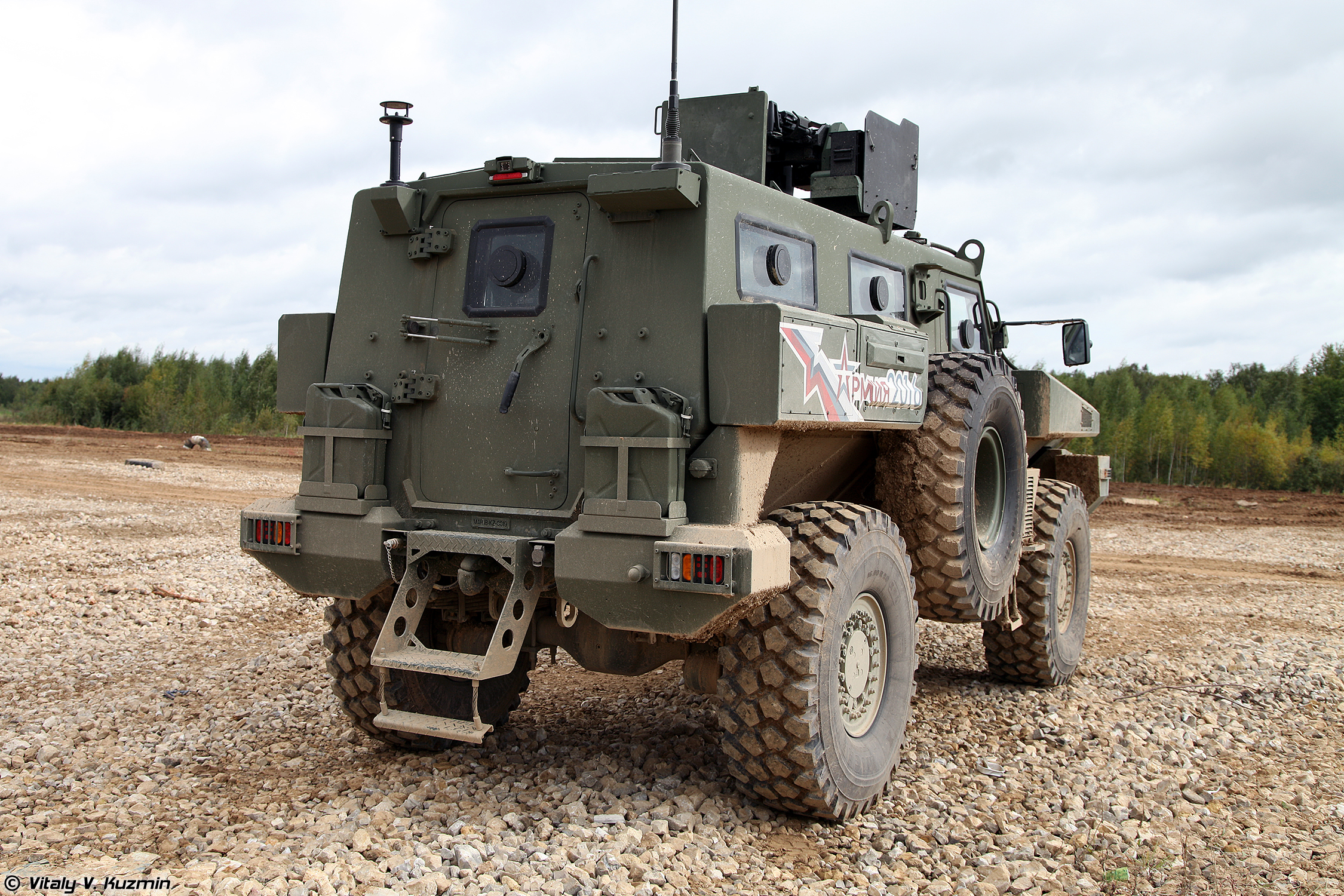
Hecktür des Arlan

Der Arlan hat einen starken Minenschutz, der dem STANAG 4569 Level 3A/3B genügt – das entspricht der Explosion von 8 kg TNT-Äquivalent unter jedem Rad bzw. unter der Wanne und 50 kg TNT-Äquivalent in einer Entfernung von 5,0 m. Der ballistische Schutz erfüllt STANAG 4569 Level 3 und widersteht Schüssen aus allen Kleinwaffen mit panzerbrechender Munition im Kaliber bis zu 12,7 mm. Temperaturamplituden von 100 Grad Celsius (minus 50 bis plus 50 Grad Celsius) sollen hinsichtlich des Einsatzes kein Problem darstellen.
Der Arlan, der an die kasachischen Spezialeinheiten geliefert wird, ist mit verschiedenem Zusatzequipment wie Navigations- und Kommunikationsgeräten, Nachtsicht- und IR-Sensoren ausgestattet.